# Qáqarssuatsiaq
Qáqarssuatsiaq is een onbewoond eiland van Groenland, gelegen op ongeveer 9 kilometer uit de kust van de plaats Aasiaat. Het ligt zo'n 300 kilometer ten noorden van de poolcirkel.
Het eiland vormt de typelocatie van het mineraal allaniet.